# Trem Desportivo Clube
Trem Desportivo Clube, ou simplesmente Trem, é um clube multidesportivo brasileiro, sediado na cidade de Macapá, capital do estado do Amapá. Se destaca por ser uma das principais forças do futebol amapaense, onde possui 10 títulos estaduais. O "rubro-negro" amapaense é também 5 vezes campeão do Torneio Integração da Amazônia, recordista de títulos desta competição.

## História
O clube foi fundado em 1 de janeiro de 1947, sendo seus principais fundadores os ferroviários Belarmino Paraense de Barros, Benedito Malcher, os irmãos Osmar e Arthur Marinho, Walter e José Banhos, entre outros.
O nome do clube se deu em homenagem ao bairro onde foi estabelecido, e também à profissão de seus fundadores, que eram ferroviários. Por este motivo, o clube adotou mais tarde o personagem do maquinista como mascote. O bairro teria recebido tal nome no início do século XIX, por conta de ter sido encontrado na Avenida Feliciano Coelho de Carvalho alguns vestígios de trilhos de trem, que possivelmente serviram como meio de transporte do material para a construção da cidade.
No profissionalismo, o Trem passou a enfrentar diversas dificuldades. Afastado de 1994 a 1999, o clube ensaiou a possibilidade do seu retorno ao futebol profissional em 2001, mas preferiu esperar um pouco mais e continuou trabalhando no seu projeto de restauração do clube.
Em 2025, o Trem conquistou pela décima primeira vez o Campeonato Amapaense ao vencer o Oratório na final.

### O clube nos dias de hoje
Atualmente, o Trem é o clube melhor estruturado do estado do Amapá. Em um acordo com o governo do Estado, restaurou o seu ginásio poliesportivo, que além da quadra para a prática de esportes, possui dormitório para os atletas. A sede campestre também passou por reformas e está em condições para uso. É nela que os jogadores de futebol do clube treinam, quando estão em atividade. No ano de 2011, a "Locomotiva" inaugurou seu estádio, se tornando o único clube do Amapá com estádio próprio.[carece de fontes]
No ano de 2007, voltou a sagrar-se campeão estadual profissional, depois de mais de 20 anos sem levantar a taça. Em 2010 tornou-se bicampeão do campeonato na fase profissional, vencendo os dois turnos, sob o comando da presidente Socorro Marinho e do técnico Roberto Foguetinho. Em 2011, a Locomotiva levantou mais um caneco tornando-se tricampeã de futebol profissional, novamente com Socorro Marinho e com o técnico Fran Costa.
A presidente Socorro Marinho tem adotado uma política de valorização das categorias de base para que os jogadores formados no Trem sejam aproveitados no profissional, além de priorizar contratações de jogadores que residam no Estado do Amapá.

## Desempenho em Competições

### Participações
|  | Participações em 2025 |

| Competição | Competição        | Temporadas | Melhor campanha         | Estreia | Última | P | R |
| Amapá      | Amapazão          | 49         | Campeão (11 vezes)      | 1950    | 2025   |   | – |
|            | Copão da Amazônia | 8          | Campeão (5 vezes)       | 1980    | 2003   |   |   |
|            | Copa Verde        | 3          | Oitavas de final (2024) | 2023    | 2025   |   |   |
| Brasil     | Série C           | 1          | 31º colocado (2004)     | 2004    | 2004   | – | – |
| Brasil     | Série D           | 7          | 23º colocado (2011)     | 2011    | 2025   | – |   |
| Brasil     | Copa do Brasil    | 8          | 1ª fase (8 vezes)       | 1993    | 2025   |   |   |

### Campeonato Amapaense - 1ª Divisão
| Ano  | 1950 | 1951 | 1952 | 1953 | 1954 | 1955 | 1956 | 1957 | 1958 | 1959 |
| ---- | ---- | ---- | ---- | ---- | ---- | ---- | ---- | ---- | ---- | ---- |
| Pos. | ?º   | ?º   | 1º   | —    | —    | —    | 1º   | ?º   | —    | ?º   |
| Ano  | 1960 | 1961 | 1962 | 1963 | 1964 | 1965 | 1966 | 1967 | 1968 | 1969 |
| Pos. | ?º   | ?º   | —    | ?º   | ?º   | ?º   | —    | —    | —    | —    |
| Ano  | 1970 | 1971 | 1972 | 1973 | 1974 | 1975 | 1976 | 1977 | 1978 | 1979 |
| Pos. | —    | ?º   | —    | ?º   | ?º   | ?º   | ?º   | ?º   | ?º   | —    |
| Ano  | 1980 | 1981 | 1982 | 1983 | 1984 | 1985 | 1986 | 1987 | 1988 | 1989 |
| Pos. | —    | —    | —    | —    | 1º   | 2º   | 2º   | 2º   | —    | ?º   |
| Ano  | 1990 | 1991 | 1992 | 1993 | 1994 | 1995 | 1996 | 1997 | 1998 | 1999 |
| Pos. | —    | 5º   | 2º   | 5º   | 4º   | —    | —    | —    | —    | 7º   |
| Ano  | 2000 | 2001 | 2002 | 2003 | 2004 | 2005 | 2006 | 2007 | 2008 | 2009 |
| Pos. | —    | —    | —    | 7º   | 3º   | 4º   | 3º   | 1º   | 3º   | 8º   |
| Ano  | 2010 | 2011 | 2012 | 2013 | 2014 | 2015 | 2016 | 2017 | 2018 | 2019 |
| Pos. | 1º   | 1º   | 8º   | 3º   | —    | 2º   | 2º   | 5º   | 3º   | 3º   |
| Ano  | 2020 | 2021 | 2022 | 2023 | 2024 | 2025 |      |      |      |      |
| Pos. | 5º   | 1º   | 1º   | 1º   | 1º   | 1º   |      |      |      |      |

### Torneio da Integração da Amazônia
| Ano  | 1980 | 1984 | 1985 | 1986 | 1987 | 1988 | 1990 | 2003 |
| ---- | ---- | ---- | ---- | ---- | ---- | ---- | ---- | ---- |
| Pos. | 2º   | ?º   | 1º   | 1º   | 1º   | 1º   | 1º   | 2º   |

### Copa Verde
| Ano  | 2023 | 2024 | 2025 |
| ---- | ---- | ---- | ---- |
| Pos. | 23º  | 14º  | 23º  |

### Campeonato Brasileiro - Série C
| Ano  | 2004 |
| ---- | ---- |
| Pos. | 31º  |

### Campeonato Brasileiro - Série D
| Ano  | 2011 | 2016 | 2017 | 2022 | 2023 | 2024 | 2025 |
| ---- | ---- | ---- | ---- | ---- | ---- | ---- | ---- |
| Pos. | 23º  | 53º  | 36º  | 42°  | 57°  | 38º  | 37º  |

### Copa do Brasil
| Ano  | 1993 | 2008 | 2011 | 2012 | 2022 | 2023 | 2024 | 2025 |
| ---- | ---- | ---- | ---- | ---- | ---- | ---- | ---- | ---- |
| Pos. | 31º  | 50º  | 40º  | 63º  | 87º  | 90º  | 90º  | 81º  |

### Craques da Locomotiva
Alguns deles: Aristeu Lemos Barbosa (Perivaldo), Mário Sérgio, Roberto Foguetinho, Paulo Fernando (Fanta), Vítor Jaime, Murici Muralha, Jaime Mota "Taj Mahal" Sawmir, Miranda (O Trator), Maneca, João Diabetes, Nerivaldo, Valter Vieira, Thor, Dida, Luiz Ratão e Diego Ratinho (conhecidos como Ratos do Zerão), Demir, Lessandro, Max Steel, Rubran, Kefka Palliazo, Paulo Bata e tantos outros que fizeram a Locomotiva brilhar.

### Os Campeões da Copa Integração
- Campeão do Copão da Amazônia  1988: Vítor Jaime, Neirivaldo, Dida, Fábio, Valter Vieira, Maneca, Sabino, Ananísio, Mário Sérgio, Miranda, Swamir, Viana Neto. Técnico: Temica.
- Campeão Amapaense 2007: Diego Ratinho, Zé Carlos, Lessandro, Demir, Marclécio, Patrick, Waldiney, Pretão, João Paulo, Miro, Filho, Cametá, Edikleber, Leandrinho, Paulinho, Jeférson, Jean e Marquinhos. Presidente Emanuel e Técnico Vítor Jaime.
- Campeão Amapaense 2010: Max Jari, Rubran, Paulo Batata, Lessandro, Pretão, Remerson, Rô, Aranha, Miro, Paulinho Mclaren, Armando, Tocantis, Renan, Serginho, Jorge, Cléber, Pin, Pixote e Betinho. Presidente Socorro Marinho e Técnico Roberto Foguetinho.
- Campeão Amapaense 2011: Diego Ratinho, Max Jari, Rubran, Paulo Batata, Diogo Piraca, Diego Maclarem, Betinho, Evandro, Américo, Tonhão, Souza, Leandrinho, Leandro Mineiro, Romeu, Del Curuçá, Tales, Geovani, Ronaldão. Presidente Socorro Marinho e Técnico Fran Costa.
- Torneio Vargas Neto 1951[4]

## Jogos históricos
- Pela Copa do Brasil de Futebol de 2011, o Trem venceu o Náutico, no jogo de ida, por 2x1, em jogo no Estádio Glicério Marques (gols de Lessandro e Ari, para os rubro-negros).

## Títulos
| Regionais | Regionais            | Regionais | Regionais                                                         |
| Troféus   | Competição           | Títulos   | Temporadas                                                        |
| --------- | -------------------- | --------- | ----------------------------------------------------------------- |
|           | Copa Amazônia        | 5         | 1985, 1986, 1987, 1988 e 1990                                     |
| Estaduais |                      |           |                                                                   |
| Troféus   | Competição           | Títulos   | Temporadas                                                        |
|           | Campeonato Amapaense | 11        | 1952, 1956, 1984, 2007, 2010, 2011, 2021, 2022, 2023, 2024 e 2025 |

### Campanhas de destaque
- Vice-Campeonato Amapaense: 1992, 2015 e 2016.
- Torneio Vargas Neto 1951[4]

### Outras conquistas
- Torneio qualificatório para o Campeonato Brasileiro Série C: 2004.

### Categorias de base
- Campeonato Amapaense:
- No Sub-20 - campeão (2003, 2005,2006 , 2016 , 2018 e 2019) e vice-campeão (2007, 2011 , 2015 e 2017).
- No Sub-18 - campeão (2008) e vice-campeão (2009 e 2010).
- No Sub-15 - campeão (2009).
- No sub-13 - vice campeão (2011)
- O Trem Desportivo Clube tem se apresentado nos últimos anos como o clube que tem a categoria de base mais forte do Estado do Amapá. De 2003 a 2011 a Locomotiva, no sub-18 e no sub-20, esteve presente em 8 finais e sagrou-se campeã 4 vezes.

### Outras modalidades
- Handebol masculino

- Campeonato Amapaense (2010): Vice-campeão (6 clubes).
- Handebol feminino

- Copa Norte-Nordeste (2011): 3º colocado (8 clubes). Local:Belém - PA